# Atopsyche cubana
Atopsyche cubana är en nattsländeart som beskrevs av Oliver S. Flint Jr. 1968. Atopsyche cubana ingår i släktet Atopsyche och familjen Hydrobiosidae. Inga underarter finns listade i Catalogue of Life.

## Bildgalleri

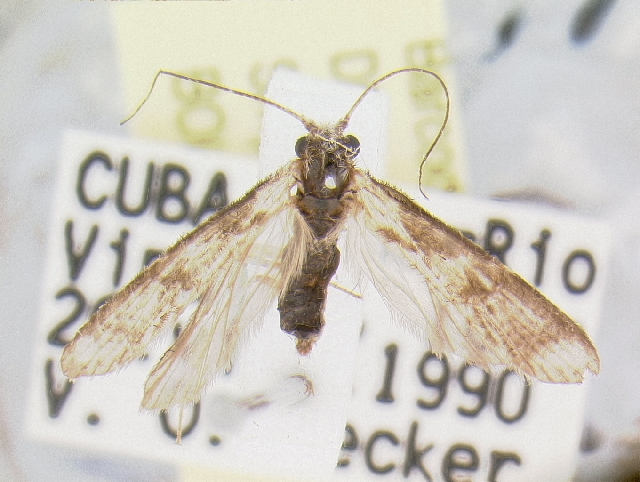
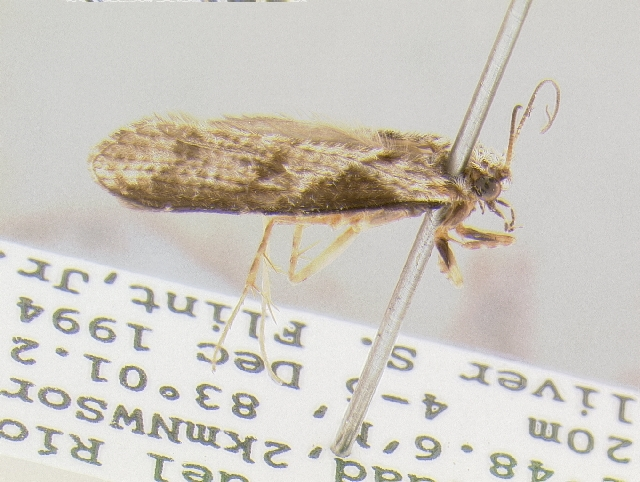